# نیایشگاه آلاهان
نیایشگاه آلاهان (ترکی استانبولی: Koja Kalessi) مجموعه‌ای از ساختمان‌های متعلق به قرن پنجم میلادی است که در کوه‌های ایسائوریا در جنوب آناتولی (استان مرسین در ترکیه امروزی) قرار دارد. این مجموعه در ارتفاع ۴۰۰۰ فوتی از سطح دریا و ۳۰۰۰ فوتی بالاتر از گؤسکو و در فاصله‌ای یک ساعته از روستای گچیملی واقع شده است. هرچند در بسیاری از منابع به عنوان یک صومعه نام‌گذاری شده، اما این نسبت مورد تردید بوده و پژوهش‌های جدیدتر آن را به عنوان یک زیارتگاه معرفی می‌کنند. این مجموعه نقش مهمی در توسعهٔ اولیه معماری بیزانسی داشته و تقریباً تمام دانسته‌های کنونی دربارهٔ آن حاصل کاوش‌های مایکل گو است.

## تاریخچه
ساخت این مجموعه در دو دوره انجام شده است. دوره اول در میانه قرن پنجم میلادی در زمان حکومت لئون یکم (بیزانس) و دوره دوم در ربع پایانی همان قرن تحت حکومت زنون (امپراتور بیزانس) صورت گرفت. این مجموعه شامل دو کلیسا، محفظه‌های صخره‌ای، غسل‌تعمیدگاه، اقامتگاه‌ها و فضاهای متعدد دیگر مانند حیاط پیشین، گورستان، حمام و تراس پایین است. اگرچه در مورد هدف اصلی این صومعه بحث‌هایی وجود دارد، اما این مکان تا قرن هفتم میلادی به عنوان یک فضای زندگی جمعی برای راهبان و زائران مورد استفاده قرار گرفت و سپس متروک شد. امپراتور زنون، که خود از اهالی ایسائوریا بود، پس از به قدرت رسیدن، ساخت این مجموعه را به عهده گرفت و احتمالاً منابع مالی آن را تأمین کرد. وی اغلب به زادگاه خود بازمی‌گشت که این امر می‌تواند نشان‌دهنده علاقه‌اش به تکمیل این پروژه باشد.
این مجموعه نمونه‌ای از سنگ‌تراشی ماهرانهٔ ایسائوری است. آلاهان یکی از مکان‌های کلیدی در تاریخ معماری اولیه امپراتوری بیزانس محسوب می‌شود که نیم قرن پیش از دستاوردهای بزرگ آنیشیا جولیانا و ژوستینین یکم در قسطنطنیه ساخته شده است.